# Colquiri
Colquiri è un comune (municipio in spagnolo) della Bolivia nella provincia di Inquisivi (dipartimento di La Paz) con 20.295 abitanti (dato 2010).

## Cantoni
Il comune è suddiviso in 8 cantoni (popolazione 2001):
- Caluyo - 1.940 abitanti
- Colquiri - 5.495 abitanti
- Coriri - 1.606 abitanti
- Huayllamarca - 1.036 abitanti
- Lanza - 3.688 abitanti
- Pauca - 2.147 abitanti
- Villa Hancacota - 1.077 abitanti
- Uyuni - 1.690 abitanti